# Моровіс (Пуерто-Рико)
Моровіс (ісп. Morovis, МФА: [moˈɾoβis]) — муніципалітет Пуерто-Рико, острівної території у складі США. Заснований 1818 року.

## Географія
Моровіс розташований у центральній частині острову Пуерто-Рико.
Площа суходолу муніципалітету складає 101 км² (42-е місце за цим показником серед 78 муніципалітетів Пуерто-Рико).

## Демографія
Станом на 2010 рік на території муніципалітету мешкало 32 610 ос.
Динаміка чисельності населення:

## Населені пункти
Найбільші населені пункти муніципалітету Моровіс:
| Населений пункт | Статус | Населення :   | Населення :   | Населення :   |
| Населений пункт | Статус | на 01.04.1990 | на 01.04.2000 | на 01.04.2010 |
| --------------- | ------ | ------------- | ------------- | ------------- |
| Бараона         | Селище | 2 246         | 2 632         | 2 469         |
| Франкес         | Селище | 2 052         | 2 021         | 1 948         |
| Моровіс         | Місто  | 2 355         | 2 285         | 2 032         |